# Marietta connecta
Marietta connecta är en stekelart som beskrevs av Compere 1936. Marietta connecta ingår i släktet Marietta och familjen växtlussteklar.
Artens utbredningsområde är:
- Moçambique.
- Namibia.

Inga underarter finns listade i Catalogue of Life.